# Albatross (svensk skonare)
Albatross är en skonare, uppkallad efter Rederi AB Albatross, Broströmskoncernens linjeagentur. Under tjugo år utbildades sjöbefäl för handelsflottan här. Från hösten 1966 var hon prospekteringsfartyg för olja under havsbotten i Karibien.